# إيتوال دو كونغو
نادي إيتوال دو كونغو (بالفرنسية: Étoile du Congo)‏ هو نادي كرة قدم كونغولي من مدينة برازافيل.